# Place Maurice-Prévost
La place Maurice-Prévost est une place de la commune de Reims, dans le département de la Marne, en région Grand Est.

## Situation et accès
Elle se situe entre le lycée Clemenceau et le tennis club.

## Origine du nom
Elle rend hommage au pionnier de l'aviation rémois Maurice Prévost (1887-1952).